# You Energy Volley 2020-2021
Questa voce raccoglie le informazioni riguardanti la You Energy Volley nelle competizioni ufficiali della stagione 2020-2021.

## Stagione
Nella stagione 2020-21 la You Energy Volley assume la denominazione sponsorizzata di Gas Sales Bluenergy Piacenza.
Partecipa per la seconda volta alla Superlega; chiude la regular season di campionato al sesto posto in classifica, qualificandosi per i play-off scudetto: arriva fino ai quarti di finale, sconfitta dalla Trentino; accede ai play-off per il 5º posto, venendo eliminata nelle semifinali dal Modena.
È eliminata dalla Coppa Italia nella fase a gironi.

## Organigramma societario
Area direttiva
- Presidente: Elisabetta Curti
- Vicepresidente: Giuseppe Bongiorni
- Amministratore: Enrica Cò, Isabella Cocciolo (dal 27 gennaio 2021)
- Team manager: Alessandro Fei
- Segreteria generale: Giacomo Guglieri
- Segreteria esecutiva: Agnese Tozzi
- Direttore generale: Hristo Zlatanov
- Direttore sportivo: Aldo Binaghi
- Responsabile logistica: Giovanni D'Ancona
- Consulente legale: Luca Tosini

Area tecnica
- Allenatore: Andrea Gardini (fino al 21 settembre 2020), Lorenzo Bernardi (dal 23 settembre 2020)
- Allenatore in seconda: Massimo Botti
- Assistente allenatori: Fabio Storti
- Scout man: Fabio Storti
- Responsabile settore giovanile: Massimo Savi, Massimo Savi

Area comunicazione
- Ufficio stampa: Giorgia Camoni
- Relazioni esterne: Monica Uccelli
- Responsabile digital: Matteo Ghizzoni
- Rapporto enti pubblici: Elisabetta Curti
- Speaker: Nicola Gobbi
- Social media manager: Tancredi Cattone

Area marketing
- Ufficio marketing: Bruno Capocaccia
- Responsabile area commerciale: Bruno Capocaccia

Area sanitaria
- Medico: Umberto De Joannon*
- Staff medico: Raffaele Conti, Simone Perelli
- Preparatore atletico: Alessandro Guazzaloca (fino all'8 ottobre 2020), Juan Carlos De Lellis (dall'8 ottobre 2020 al 7 aprile 2021)
- Fisioterapista: Daniele Gualandri, Federico Pelizzari

## Rosa
| N° | Nome               | Ruolo | Data di nascita   | Nazionalità sportiva |
| -- | ------------------ | ----- | ----------------- | -------------------- |
| 1  | Alberto Polo       | C     | 7 settembre 1995  | Italia               |
| 2  | Aaron Russell      | S     | 4 giugno 1993     | Stati Uniti          |
| 3  | Marco Izzo         | P     | 17 novembre 1994  | Italia               |
| 4  | Leonardo Scanferla | L     | 4 dicembre 1998   | Italia               |
| 5  | Davide Candellaro  | C     | 7 giugno 1989     | Italia               |
| 7  | Alessandro Tondo   | C     | 18 agosto 1991    | Italia               |
| 8  | Oleg Antonov       | S     | 28 luglio 1988    | Italia               |
| 9  | György Grozer      | O     | 27 novembre 1984  | Germania             |
| 10 | Iacopo Botto       | S     | 22 settembre 1987 | Italia               |
| 13 | James Shaw         | O     | 5 marzo 1994      | Stati Uniti          |
| 14 | Raydel Hierrezuelo | P     | 14 luglio 1987    | Cuba                 |
| 15 | Fabio Fanuli       | L     | 10 febbraio 1985  | Italia               |
| 17 | Trévor Clévenot    | S     | 28 giugno 1994    | Francia              |
| 21 | Mohammad Mousavi   | C     | 22 agosto 1987    | Iran                 |
| 23 | Michal Finger      | O     | 2 settembre 1993  | Rep. Ceca            |
| 25 | Michele Baranowicz | P     | 5 agosto 1989     | Italia               |

## Mercato
| Acquisti | Acquisti           | Acquisti              | Acquisti   |
| R.       | Nome               | da                    | Modalità   |
| -------- | ------------------ | --------------------- | ---------- |
| S        | Oleg Antonov       | Galatasaray           | definitivo |
| P        | Michele Baranowicz | -                     | definitivo |
| C        | Davide Candellaro  | Trentino              | definitivo |
| S        | Trévor Clévenot    | Powervolley Milano    | definitivo |
| O        | Michal Finger      | Al-Arabi              | definitivo |
| O        | György Grozer      | Zenit San Pietroburgo | definitivo |
| P        | Raydel Hierrezuelo | Ziraat Bankası        | definitivo |
| P        | Marco Izzo         | Powervolley Milano    | definitivo |
| C        | Mohammad Mousavi   | Saipa                 | definitivo |
| C        | Alberto Polo       | Padova                | definitivo |
| S        | Aaron Russell      | Trentino              | definitivo |
| O        | James Shaw         | -                     | definitivo |

| Cessioni | Cessioni                      | Cessioni         | Cessioni   |
| R.       | Nome                          | a                | Modalità   |
| -------- | ----------------------------- | ---------------- | ---------- |
| S        | Alexander Berger              | Halkbank         | definitivo |
| P        | Maximiliano Cavanna           | Warta Zawiercie  | definitivo |
| C        | Riccardo Copelli              | Lupi Santa Croce | definitivo |
| O        | Alessandro Fei (pallavolista) | -                | ritirato   |
| S        | Dick Kooy                     | Trentino         | definitivo |
| C        | Petar Krsmanović              | Kuzbass          | definitivo |
| O        | Gabriele Nelli                | Belogor'e        | definitivo |
| P        | Matteo Paris                  | -                | svincolato |
| P        | Matteo Pistolesi              | Cuneo            | definitivo |
| O        | James Shaw                    | -                | svincolato |
| C        | Dragan Stanković              | Modena           | definitivo |
| S        | Igor Yudin                    | Emma Villas      | definitivo |

## Risultati

### Superlega

#### Girone di andata
| 1ª giornata - 27 settembre 2020 PalaDeAndré, Ravenna                    | Porto Robur Costa  | 1 - 3 | You Energy         | 20-25, 25-20, 23-25, 19-25 |
| 2ª giornata - 4 ottobre 2020 PalaBanca, Piacenza                        | You Energy         | 1 - 3 | Sir Safety Perugia | 22-25, 17-25, 25-19, 20-25 |
| 3ª giornata - 7 ottobre 2020 Palazzetto dello Sport, Cisterna di Latina | Top Volley Latina  | 1 - 3 | You Energy         | 25-22, 21-25, 22-25, 21-25 |
| 4ª giornata - 11 ottobre 2020 PalaBanca, Piacenza                       | You Energy         | 0 - 3 | Trentino           | 22-25, 13-25, 21-25        |
| 5ª giornata - 14 ottobre 2020 PalaBanca, Piacenza                       | You Energy         | 1 - 3 | Lube               | 29-31, 21-25, 25-20, 23-25 |
| 6ª giornata - 18 ottobre 2020 PalaPanini, Modena                        | Modena             | 3 - 0 | You Energy         | 25-16, 25-17, 26-24        |
| 7ª giornata - 24 ottobre 2020 PalaMaiata, Vibo Valentia                 | Callipo            | 1 - 3 | You Energy         | 19-25, 20-25, 25-23, 19-25 |
| 8ª giornata - 1º novembre 2020 PalaBanca, Piacenza                      | You Energy         | 3 - 1 | Padova             | 16-25, 25-20, 25-19, 25-22 |
| 9ª giornata - 16 dicembre 2020 PalaOlimpia, Verona                      | NBV                | 1 - 3 | You Energy         | 23-25, 19-25, 25-21, 24-26 |
| 10ª giornata - 14 novembre 2020 PalaBanca, Piacenza                     | You Energy         | 1 - 3 | Milano             | 22-25, 25-16, 26-28, 17-25 |
| 11ª giornata - 21 novembre 2020 Palalido, Milano                        | Powervolley Milano | 1 - 3 | You Energy         | 25-23, 16-25, 22-25, 19-25 |

#### Girone di ritorno
| 12ª giornata - 28 novembre 2020 PalaBanca, Piacenza             | You Energy         | 3 - 1 | Porto Robur Costa  | 19-25, 25-21, 25-21, 25-22        |
| 13ª giornata - 6 dicembre 2020 PalaEvangelisti, Perugia         | Sir Safety Perugia | 3 - 0 | You Energy         | 25-20, 25-19, 25-21               |
| 14ª giornata - 13 dicembre 2020 PalaBanca, Piacenza             | You Energy         | 3 - 0 | Top Volley Latina  | 25-21, 25-19, 25-17               |
| 15ª giornata - 20 dicembre 2020 PalaTrento, Trento              | Trentino           | 3 - 0 | You Energy         | 25-16, 25-21, 25-17               |
| 16ª giornata - 5 gennaio 2020 PalaCivitanova, Civitanova Marche | Lube               | 3 - 1 | You Energy         | 25-19, 22-25, 25-20, 25-19        |
| 17ª giornata - 12 gennaio 2021 PalaBanca, Piacenza              | You Energy         | 0 - 3 | Modena             | 33-35, 15-25, 22-25               |
| 18ª giornata - 9 gennaio 2021 PalaBanca, Piacenza               | You Energy         | 3 - 1 | Callipo            | 22-25, 27-25, 25-20, 25-22        |
| 19ª giornata - 17 gennaio 2021 PalaSanLazzaro, Padova           | Padova             | 2 - 3 | You Energy         | 26-24, 25-17, 26-28, 16-25, 11-15 |
| 20ª giornata - 24 gennaio 2021 PalaBanca, Piacenza              | You Energy         | 3 - 1 | NBV                | 25-17, 25-19, 23-25, 25-20        |
| 21ª giornata - 3 febbraio 2021 Palazzetto dello Sport, Monza    | Milano             | 0 - 3 | You Energy         | 20-25, 30-32, 22-25               |
| 22ª giornata - 7 febbraio 2021 PalaBanca, Piacenza              | You Energy         | 3 - 2 | Powervolley Milano | 25-22, 18-25, 25-15, 18-25, 15-11 |

#### Play-off scudetto
| Turno preliminare (gara 1) - 21 febbraio 2021 PalaBanca, Piacenza    | You Energy | 3 - 1 | Padova     | 22-25, 25-22, 25-19, 32-30       |
| Turno preliminare (gara 2) - 28 febbraio 2021 PalaSanLazzaro, Padova | Padova     | 1 - 3 | You Energy | 17-25, 20-25, 25-22, 20-25       |
| Quarti di finale (gara 1) - 10 marzo 2021 PalaTrento, Trento         | Trentino   | 3 - 2 | You Energy | 25-18, 23-25, 22-25, 25-20, 15-8 |
| Quarti di finale (gara 2) - 14 marzo 2021 PalaBanca, Piacenza        | You Energy | 1 - 3 | Trentino   | 17-25, 27-25, 18-25, 22-25       |

#### Play-off 5º posto
| 1ª giornata - 27 marzo 2020 PalaBanca, Piacenza                        | You Energy        | 3 - 2 | NBV                | 27-29, 21-25, 25-22, 25-15, 15-8 |
| 2ª giornata - 31 marzo 2020 PalaBanca, Piacenza                        | You Energy        | 3 - 0 | Modena             | 25-18, 25-20, 25-19              |
| 3ª giornata - 4 aprile 2020 Palazzetto dello Sport, Cisterna di Latina | Top Volley Latina | 2 - 3 | You Energy         | 13-25, 25-20, 22-25, 27-25, 9-15 |
| 4ª giornata - 8 aprile 2020 PalaBanca, Piacenza                        | You Energy        | 1 - 3 | Powervolley Milano | 17-25, 27-25, 14-25, 15-25       |
| 5ª giornata - 11 aprile 2020 PalaMaiata, Vibo Valentia                 | Callipo           | 0 - 3 | You Energy         | 20-25, 20-25, 20-25              |
| 6ª giornata - 15 aprile 2020 PalaSanLazzaro, Padova                    | Padova            | 1 - 3 | You Energy         | 25-23, 18-25, 19-25, 19-25       |
| 7ª giornata - 18 aprile 2020 PalaBanca, Piacenza                       | You Energy        | 3 - 1 | Porto Robur Costa  | 27-29, 25-19, 25-20, 26-24       |
| Semifinali - 22 aprile 2021 PalaBanca, Piacenza                        | You Energy        | 0 - 3 | Modena             | 21-25, 16-25, 21-25              |

### Coppa Italia
| 1ª giornata - 13 settembre 2020 PalaBanca, Piacenza    | You Energy        | 1 - 3 | Top Volley Latina | 22-25, 25-23, 26-28, 19-25 |
| 2ª giornata - 20 settembre 2020 PalaSanLazzaro, Padova | Padova            | 3 - 1 | You Energy        | 25-19, 23-25, 26-24, 25-21 |
| 3ª giornata - 23 settembre 2020 PalaDeAndré, Ravenna   | Porto Robur Costa | 3 - 0 | You Energy        | 25-23, 25-18, 25-18        |

## Statistiche

### Statistiche di squadra
| Competizione | Punti | In casa | In casa | In casa | In trasferta | In trasferta | In trasferta | Totale | Totale | Totale |
| Competizione | Punti | G       | V       | P       | G            | V            | P            | G      | V      | P      |
| ------------ | ----- | ------- | ------- | ------- | ------------ | ------------ | ------------ | ------ | ------ | ------ |
| Superlega    | 37/16 | 18      | 10      | 8       | 16           | 11           | 5            | 34     | 21     | 13     |
| Coppa Italia | 0     | 1       | 0       | 1       | 2            | 0            | 2            | 3      | 0      | 3      |
| Totale       | -     | 19      | 10      | 9       | 18           | 11           | 7            | 37     | 21     | 16     |

G = partite giocate; V = partite vinte; P = partite perse

### Statistiche dei giocatori
| Giocatore      | Superlega | Superlega | Superlega | Superlega | Superlega | Coppa Italia | Coppa Italia | Coppa Italia | Coppa Italia | Coppa Italia | Totale | Totale | Totale | Totale | Totale |
| Giocatore      | P         | PT        | AV        | MV        | BV        | P            | PT           | AV           | MV           | BV           | P      | PT     | AV     | MV     | BV     |
| -------------- | --------- | --------- | --------- | --------- | --------- | ------------ | ------------ | ------------ | ------------ | ------------ | ------ | ------ | ------ | ------ | ------ |
| O. Antonov     | 31        | 169       | 123       | 19        | 27        | 3            | 14           | 13           | 1            | 0            | 34     | 183    | 136    | 20     | 27     |
| M. Baranowicz  | 27        | 39        | 6         | 14        | 19        | -            | -            | -            | -            | -            | 27     | 39     | 6      | 14     | 19     |
| I. Botto       | 20        | 30        | 23        | 6         | 1         | 3            | 4            | 4            | 0            | 0            | 23     | 34     | 27     | 6      | 1      |
| D. Candellaro  | 28        | 127       | 89        | 29        | 9         | 3            | 14           | 8            | 6            | 0            | 31     | 141    | 97     | 35     | 9      |
| T. Clévenot    | 34        | 408       | 346       | 33        | 29        | 3            | 12           | 11           | 1            | 0            | 37     | 420    | 357    | 34     | 29     |
| F. Fanuli      | 6         | 0         | 0         | 0         | 0         | 1            | 0            | 0            | 0            | 0            | 7      | 0      | 0      | 0      | 0      |
| M. Finger      | 19        | 153       | 143       | 8         | 2         | -            | -            | -            | -            | -            | 19     | 153    | 143    | 8      | 2      |
| G. Grozer      | 20        | 350       | 282       | 34        | 34        | 3            | 43           | 34           | 2            | 7            | 23     | 393    | 316    | 36     | 41     |
| R. Hierrezuelo | 5         | 16        | 6         | 7         | 3         | 2            | 13           | 5            | 8            | 0            | 8      | 29     | 11     | 15     | 3      |
| M. Izzo        | 15        | 4         | 1         | 2         | 1         | 3            | 1            | 0            | 1            | 0            | 18     | 5      | 1      | 3      | 1      |
| M. Mousavi     | 23        | 202       | 138       | 50        | 14        | -            | -            | -            | -            | -            | 23     | 202    | 138    | 50     | 14     |
| A. Polo        | 25        | 162       | 110       | 38        | 14        | 3            | 18           | 11           | 4            | 3            | 28     | 180    | 121    | 42     | 17     |
| A. Russell     | 26        | 398       | 351       | 27        | 20        | 3            | 28           | 20           | 4            | 4            | 29     | 426    | 371    | 31     | 24     |
| L. Scanferla   | 34        | 0         | 0         | 0         | 0         | 3            | 0            | 0            | 0            | 0            | 37     | 0      | 0      | 0      | 0      |
| J. Shaw        | 4         | 2         | 2         | 0         | 0         | 1            | 4            | 4            | 0            | 0            | 5      | 6      | 6      | 0      | 0      |
| A. Tondo       | 23        | 44        | 33        | 7         | 4         | 2            | 1            | 1            | 0            | 0            | 25     | 45     | 34     | 7      | 4      |

P = presenze; PT = punti totali; AV = attacchi vincenti; MV = muri vincenti; BV = battute vincenti